# Retspolitisk Forening
Retspolitisk Forening er en dansk forening der arbejder "for sikring og udbygning af borgernes retssikkerhed, demokratiske friheder og sociale rettigheder."
Foreningen fører deres historie tilbage til 1978 hvor den blev stiftet som Dansk Retspolitisk Forening. Formand er Noe Munck